# Людовик I (граф Фландрии)
Людовик (Луи) I Неверский (фр. Louis de Nevers, ок. 1304 — 25 августа 1346, Креси, Франция) — граф Фландрии с 1322, граф Невера (Людовик II) с 1322, граф Ретеля с 1328 из дома Дампьер, сын Людовика I, графа Невера, и Жанны, графини Ретеля.

## Биография
Воспитывался при французском дворе. После смерти отца Людовик унаследовал графство Невер, а после смерти деда, Роберта III Бетюнского — графство Фландрия.
Став графом Фландрии, Людовик ориентировал свою политику на Францию, вассалом которой он являлся. При нём Фландрия фактически стала французской провинцией. Он закончил долгую династическую распрю с графами Геннегау (Эно) из-за Зеландии, заключив 6 марта 1323 года Парижский договор, по которому Западная Зеландия отошла к Виллему III, графу Геннегау, а остальная часть — Фландрии.
В 1325 году его подданные восстали, в результате чего Людовик был вынужден бежать во Францию. Вернулся он к власти только в 1328 году при поддержке французской армии.
Он продолжал придерживаться профранцузской политики, когда в 1336 году король Англии Эдуард III наложил эмбарго на экспорт шерсти во Фландрию, в результате чего суконная промышленность оказалась на грани развала. Фламандские торговцы городов Гент, Брюгге и Ипр объединились под предводительством Якоба ван Артевельде и вступили в союз с Англией. В результате в 1339 году Людовик был изгнан из Фландрии.
После начала Столетней войны Людовик сражался против англичан в рядах французской армии. Он погиб 26 августа 1346 года в битве при Креси.

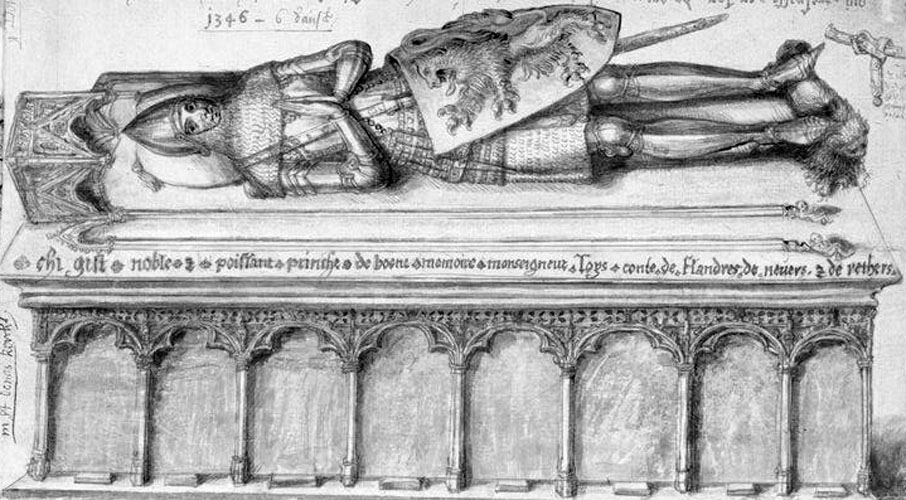
Надгробие Людовика I

## Брак и дети
Жена: с 27 июля 1320 Маргарита (1310—9 мая 1382), графиня Артуа и пфальцграфиня Бургундии с 1361, дочь Филиппа V Длинного, короля Франции
- Людовик II Мальский (29 ноября 1330—30 января 1384), граф Фландрии (Людовик II), Невера (Людовик III) и Ретеля (Людовик II) с 1346, граф Бургундии и Артуа (Людовик I) с 1382

Кроме того, у Людовика было 15 внебрачных детей:
- Людовик le Haze (уб. 28 сентября 1396)
- Людовик le Friese (уб. 28 сентября 1396)
- (от Ив де Лиу) Жан I Безземельный (уб. 28 сентября 1396), сеньор де Дринхам
- Роберт (ум. 21 апреля 1434), сеньор d’Everdinghe
- (от Маргариты Хасельшутс) Виктор (ум.1442), сеньор д’Урсель, адмирал Бургундии
- Петер (ум. 3 марта 1376)
- Реннекин (ум. после 1394)
- Геннекин (ум. после 1394)
- Маргарита (ум. 28 апреля 1415; 1-й муж: с декабря 1373 Флорис ван Мелдегем (ум. 10 ноября 1374); 2-й муж: Гектор ван Воорхаут; 3-й муж: с ок. 1391 Зигер ван Гент
- Жанна; муж: Тьерри де Хондесхотт (уб. 25 октября 1415)
- Беатрис; муж: Роберт Тенке, сеньор де Блесвельт
- Маргарита (ум. март 1388); муж: Роберт, сеньор де Ваврен и де Лиллер (уб. 25 октября 1415)
- Маргарита, аббатиса Педегема 1414
- Катарина; муж: с 1390 N
- Катарина, монахиня